# Matthias Gruber
Matthias Gruber (* 1984 in Wien) ist ein österreichischer Schriftsteller und Journalist.

## Leben
Matthias Gruber studierte Theaterwissenschaften in Wien und lebt in Salzburg. Er ist Mitgründer und Herausgeber der Salzburger Stadtmagazine www.fraeuleinflora.at und QWANT, die er mit seiner Ehefrau, der Journalistin Eva Krallinger-Gruber, betreibt.
Sein im Jahr 2023 im Jung und Jung Verlag erschienener Debüt-Roman „Die Einsamkeit der Ersten ihrer Art“ wurde mit dem Rauriser Literaturpreis 2024 ausgezeichnet. Ausgezeichnet wurde Gruber unter anderem mit dem 1. Platz beim Kurzgeschichtenwettbewerb FM4-Wortlaut.

## Werke (Auswahl)
- Die Einsamkeit der Ersten ihrer Art. Jung und Jung, Salzburg 2023, ISBN 978-3990272800.
- DuMont Reise-Taschenbuch Reiseführer Prag. Dumont Reiseverlag, Ostfildern 2020, ISBN 978-3616020839.
- In und um Salzburg: Lieblingsplätze zum Entdecken. Gmeiner Verlag, Meßkirch 2019, ISBN 978-3839224823.

## Auszeichnungen
- 2020: FM4-Kurzgeschichtenwettbewerb Wortlaut
- 2022: Salzburger Landesstipendium für Literatur
- 2024: Rauriser Literaturpreis für Die Einsamkeit der Ersten ihrer Art[5]